# Stefano Borghesi
Stefano Borghesi (Brescia, 16 settembre 1977) è un politico italiano.

## Biografia

### Attività politica
Iscritto alla Lega Nord, è stato consigliere della Provincia di Brescia dal 2009 al 2013 per il collegio di Lumezzane.

#### Elezione a deputato
Alle elezioni politiche del 2013 viene eletto alla Camera dei Deputati nelle liste della Lega Nord nella circoscrizione Lombardia 2.
Dal 7 maggio 2013 è nominato componente della V Commissione (Bilancio, Tesoro e programmazione). Dall'11 aprile 2014 è nominato componente della XIV Commissione (Politiche dell'Unione Europea). Dal 26 marzo 2015 è nominato componente della VII Commissione (Cultura, scienza ed istruzione).

#### Elezione a senatore
Alle elezioni politiche del 2018 viene eletto, sostenuto dal centro-destra (in quota Lega), al Senato della Repubblica nel collegio uninominale Lombardia - 15 (Lumezzane) con il 56,21%, superando il candidato del centrosinistra Lorenzo Cinquepalmi (20,61%) e quello del Movimento 5 Stelle Vito Crimi (17,42%).
È stato membro della Commissione speciale per l'esame degli atti urgenti presentati dal Governo.
Il 21 giugno 2018 viene eletto Presidente 1ª Commissione permanente Affari Costituzionali del Senato della Repubblica.
Alle elezioni politiche del 2022 viene eletto al Senato nel collegio uninominale Lombardia - 08 (Brescia) per il centrodestra con il 54,66%, più del doppio rispetto all'avversaria del centro-sinistra Rosa Vitale (24,51%). Diventa tesoriere del gruppo della Lega al Senato.